# Lewis Ferry Moody
Lewis Ferry Moody (Filadelfia, 23 agosto 1880 – Princeton, 21 febbraio 1953) è stato un ingegnere meccanico statunitense.

## Biografia

Diagramma di Moody

Dal 1930 fu il primo professore di idraulica e disegno meccanico alla Scuola di ingegneria dell'Università di Princeton. Fu titolare di 23 brevetti; ricevette la Elliott Cresson Medal nel 1945  e divenne Membro Onorario della American Society of Mechanical Engineers (ASME) nel 1951. È principalmente noto per il diagramma fluidodinamico cui diede il nome.
Cinque anni dopo la sua morte, nel 1958, l'ASME gli dedicò un premio: il Lewis F. Moody award, per pubblicazioni utili alla pratica ingegneristica meccanica, e rilasciata dal Dipartimento di Ingegneria dei Fluidi (FED).